# Герб Мадрида
Герб Мадрида, столиці Іспанії, бере свій початок ще в середньовіччі, але був перероблений у 1967 році. У 2004 році на логотипі він містив щит, подібний символу міста та його ради.
У срібному полі чорний ведмідь спирається на суничник з червоними плодами; на блакитній лиштві сім срібних шестипроменевих зірок. Щит прикрашений великою відкритою королівською короною із золота та дорогоцінного каміння, з вісьмома розетками (п’ять видимих), що чергуються з вісьмома перлами; ця корона зазвичай використовується в іспанській геральдиці для територіальних та муніципальних гербів.
Зображення ведмедя та дерева суничника також є складовою значка футбольного клубу «Атлетико Мадрид».

## Історія
У битві за Лас-Навас-де-Толоса в 1212 році між Альфонсо VIII Кастильським та Альмохадами, рада Мадрида направила загін на підтримку християнського короля. За хроніками того часу, ці війська мали прапор із ведмедем на срібному полі, на якому були зірки як на сузір'ї Великої Ведмедиці. Це перша згадка в історії символа Мадрида.
У 1222 р. Священнослужителі мадриленських парафій зіткнулися з Радою за використання кормів на полях та в лісах, що перебувають у муніципальній юрисдикції. Це були важливі ресурси для обох адміністрацій, і обидві хотіли використовувати ці землі. Король Альфонсо VIII визначив, що корм належить священнослужителям, тоді як ліси будуть належати Раді. Це рішення не переконало священнослужителів, але задовольнило Раду. Насправді рада була настільки задоволена, що негайно змінила герб муніципалітету, додавши дерево як доказ своїх нових володінь. Ведмідь, котрий раніше просто йшов, тепер став на задні лапи, щоб їсти фрукти з дерева. Невідомо, коли почали вважати це дерево суничником, оскільки в Мадриді в 1212 році було мало дерев цього виду.
| Історія герба Мадрида | Історія герба Мадрида | Історія герба Мадрида | Історія герба Мадрида |
| Герб                  | Щит                   | Дати                  | Деталі |
| --------------------- | --------------------- | --------------------- | --- |
|                       |                       | c.1212-1222           | У 1212 р. Мадридська рада застосувала прапор, який містив ведмедя з сімома зірками Великої Ведмедиці або Малої Ведмедиці. Цей прапор мадридські війська використовували в битві за Лас Навас де Толоса. Пізніше і широко розповсюджене зображення герба Мадрида зображує дві помилки: щит із формою, що використовується з XVI століття, та срібні п'ятипроменеві зірки (білі або світло-сірі), а не восьмипроменеві, що зазвичай використовуються Мадридською радою цього часу. |
|                       |                       | 1222-1544             | Здиблений ведмідь, який дістає плоди з дерева і сім-вісім загострених зірок на синій обляміці. |
|                       |                       | 1544-c.1600           | У 1544 році Карл I надав Мадриду титули «Імператорський» і «Коронований» з цієї причини, на щиті над деревом була додана корона. |
|                       |                       | c.1600-c.1650         | У XVII столітті відкрита іспанська королівська корона була перенесена поверх щита. |
|                       |                       | c.1650-1859           | Зірки з 1650 року розташовуються як 2, 2, 2 і 1, змінюючи 3, 2 і 2. Облямівка стала ширшою. |
|                       |                       | 1859-1873 / 1874-1931 | У 1859 році до герба було додано золотий грифон Ор та громадянська корона, надана Кортесами за героїзм народу Мадрида проти французької окупації 1808 року. Грифон бере свій початок від дракона, або змія за Месонеро Романосом, що було показано на замковому камені в арці воріт зниклих стін Мадрида, відомих як "Пуерта Серрада" або "Пуерта-де-ла-Сьєрпе" (Закриті Ворота або Змієві ворота). У 1582 році пожежа знищила ворота. У той час стіни прийшли в непридатність, тому ворота та навколишня стіна ніколи не використовувалися. Змій, який став драконом, зберігався як неофіційний символ Мадрида до ХІХ століття, коли було вирішено включити до герба дракона, який дуже скоро перетворився на грифона. Восьмипроменеві зірки були замінені на п'ятипроменеві, а відкриту королівську корону змінили на іспанську королівську корону, закриту вісьмома арками. Картуш, лаврові вінки та комір Ордена Золотого Руна були поширеними прикрасами. |
|                       |                       | 1873-1874 / 1931-1939 | Під час Першої та Другої республік королівську корону було замінено мурованою, а ланцюг династичного ордена Золотого руна було знято. У березні 1938 року, після битви на мисі Палос, найбільшої морської битви в громадянській війні Іспанії, Мадрид Distintivo de (З гербом), створений Другою Іспанською Республікою з метою нагороди мужності був переданий ВМС Іспанії. Крейсери "Лібертад" і "Мендес Нуньез", а також есмінці "Лепанто", "Алміранте "Антекера" і " Санчес Баркаістегуй" мали право на нмати спеціальний вимпел, а члени їх екіпажу на спеціальний знак на своїх мундирах з гербом Мадрида. |
|                       |                       | 1939-1967             | У франкістський період п'ятипроменеві зірки стали шестипроменевими і мурована корона була замінена на геральдичну відкриту корону, вживану франкістським режимом, консолі та лаврові вінки стали незвичними. |
|                       |                       | 1967-1982 рр          | У 1967 році грифона та громадянську корону вилучили з герба. |
|                       |                       | 1982 – сьогодення     | У 1982 році геральдичну відкриту корону, яку застосовував режим Франка, замінила старша відкрита королівська корона. Конструкція елементів стала більш спрощеною, а також змінилася форма щита. |

## Галерея

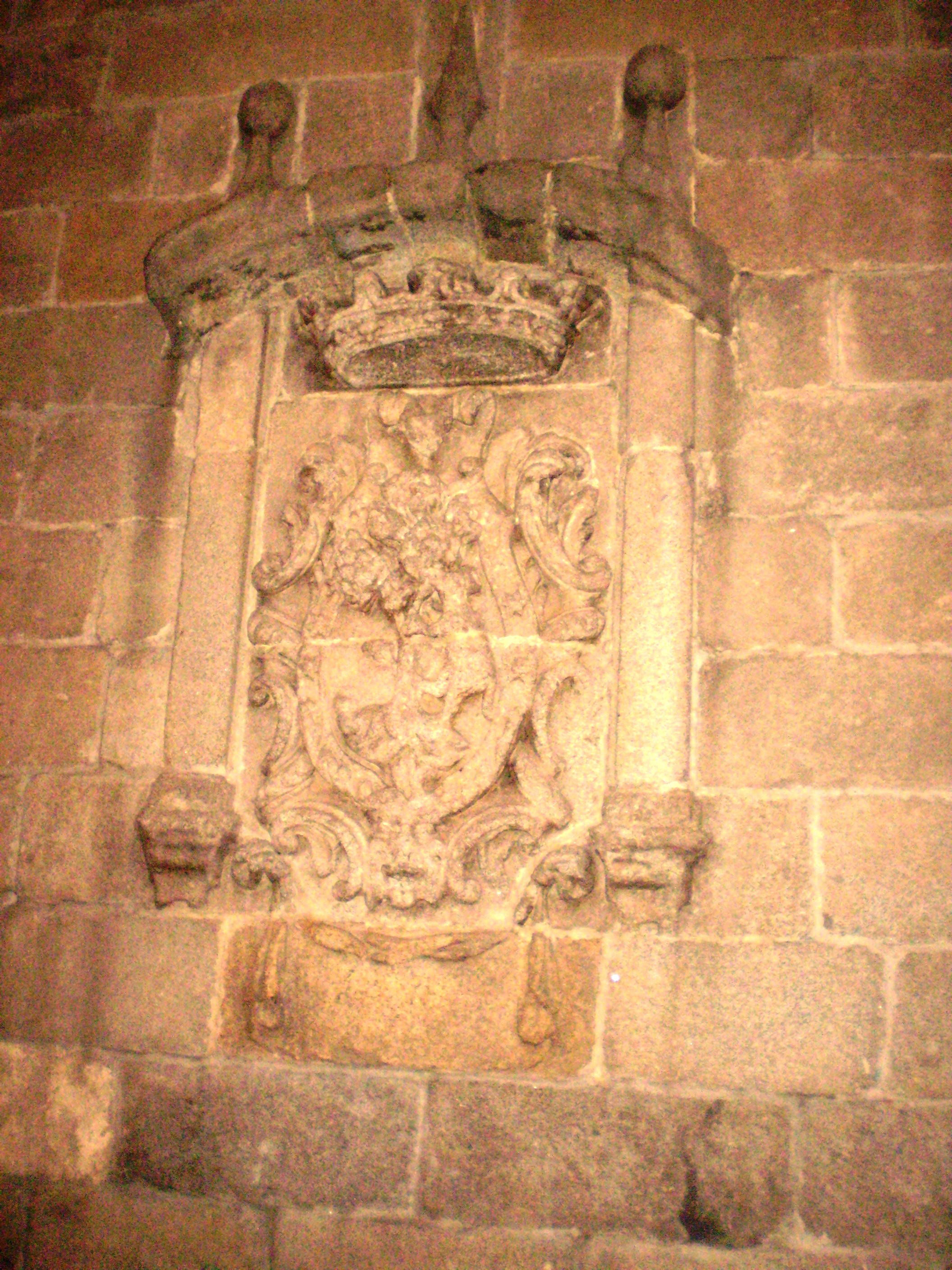
Герб в Ла-Каса-дель-Пастор, в Каль-де-Сеговія, вважається найстарішим у місті
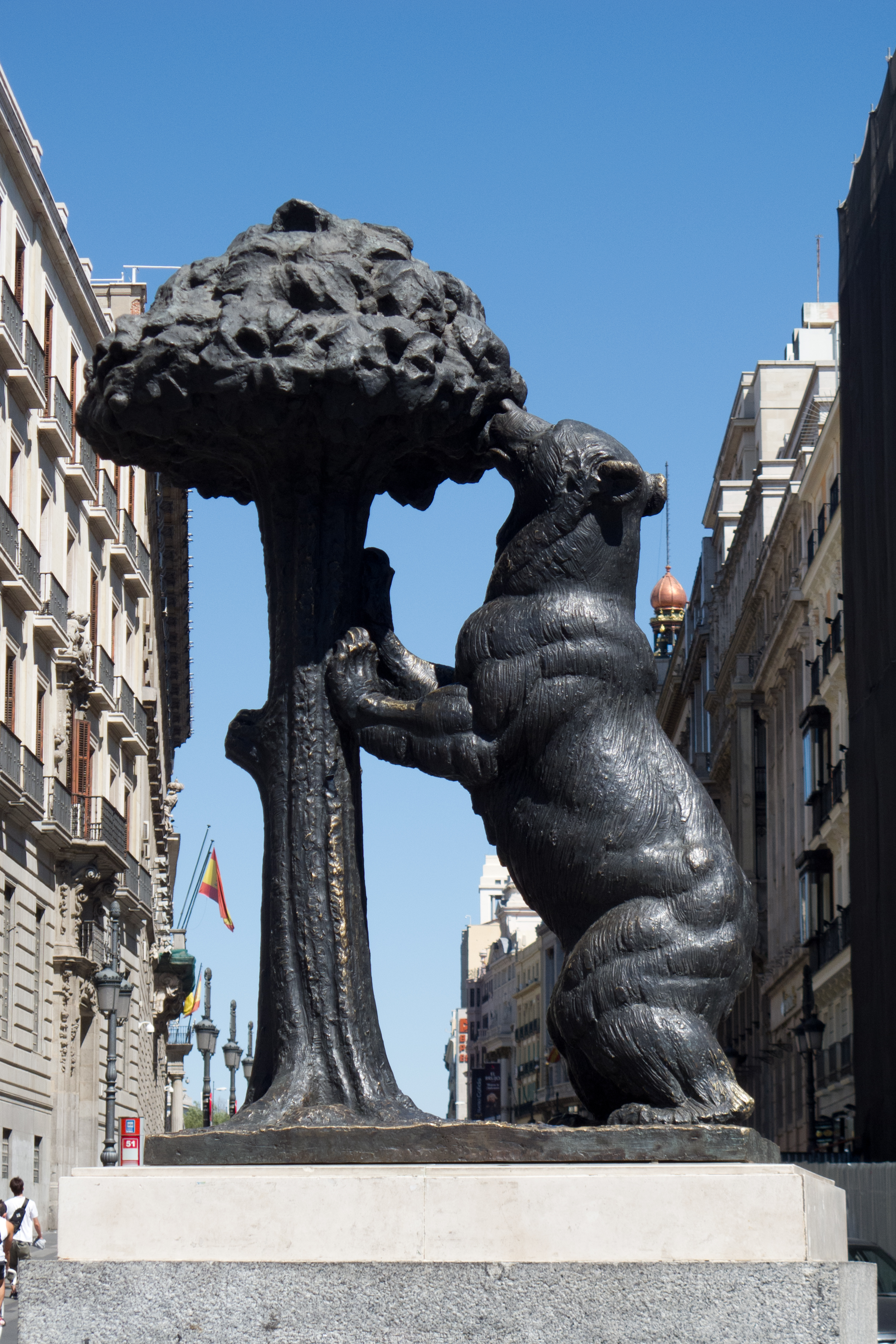
Статуя ведмедя і полуничне дерево в Мадриді, автор Антоніо Наварро Сантафе

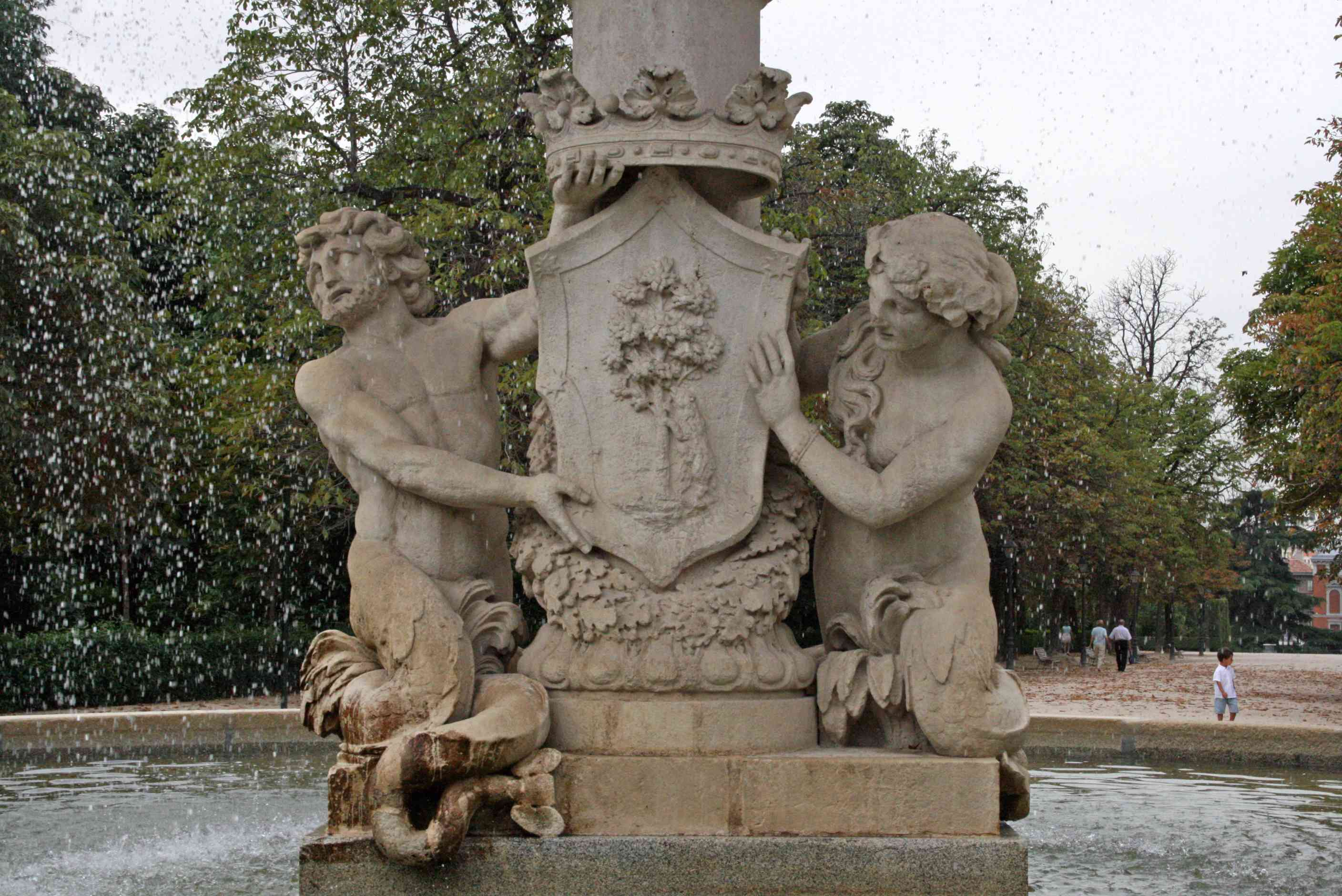
Історичний герб на фонтані Алькахофа, парк Ретіро
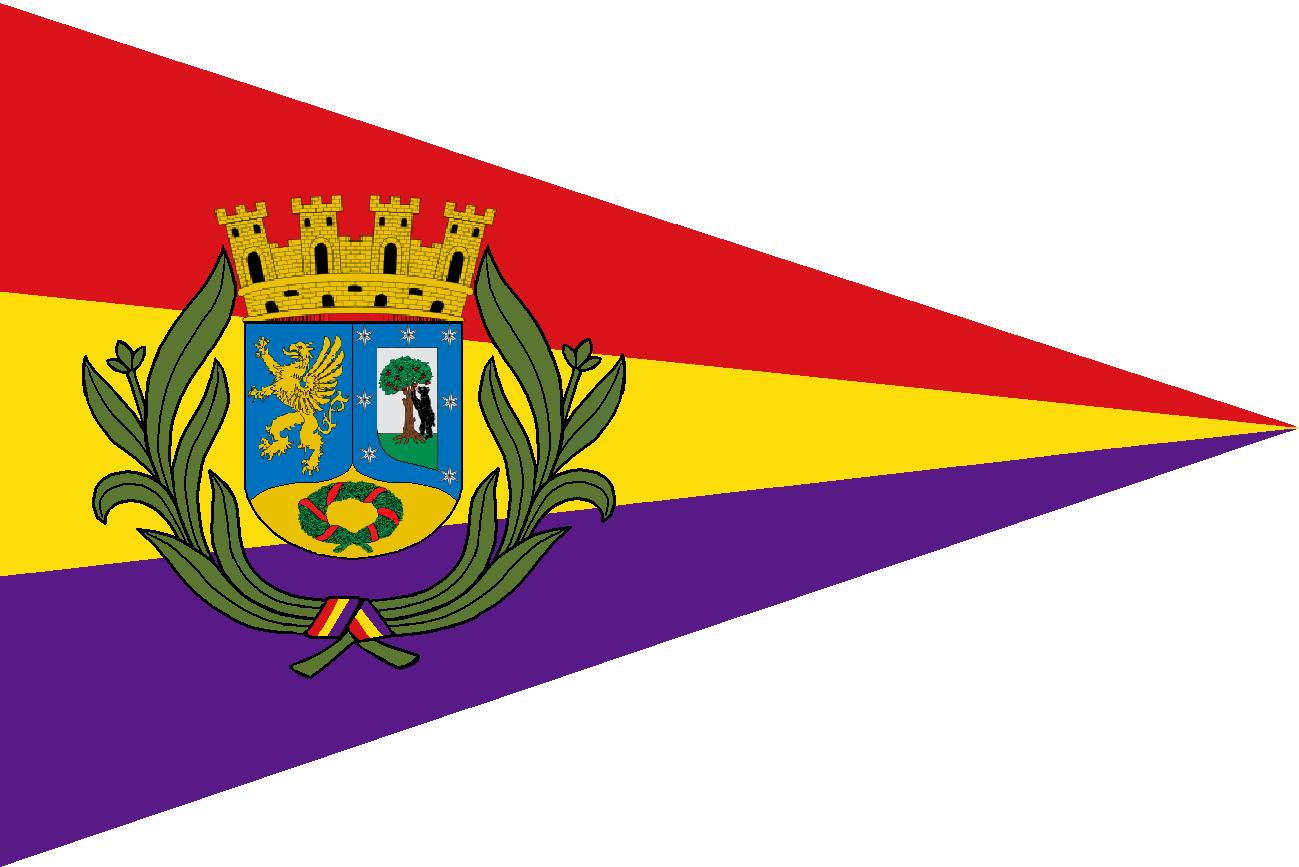
Вимпел Distintivo de Madrid, що надавався судам ВМС Іспанії, які брали участь у битві на мисі Палос

## Зовнішні посилання
- 059.pdf Enrique García Domingo, Recompensas republicanas por el hundimiento del Baleares, Revista de Historia Naval 1997, Año XV no. 59, page 70.